# Chlorophorus basispilus
Chlorophorus basispilus là một loài bọ cánh cứng trong họ Cerambycidae.